# مجموعه آثار جلال مصطفوی کاشانی
مجموعه‌ای از مقالات و نوشته‌های دکتر سید جلال مصطفوی کاشانی در قالب ۱۲ جلد کتاب با عنوان "مجموعه آثار دکتر سید جلال مصطفوی کاشانی" توسط انتشارات طب سنتی ایران منتشر شده است.
- جلد اول: شامل مقالات منتشرشده در مجلاتی مانند "دنیای علم" در دهه‌های ۳۰ و ۴۰، با موضوعاتی مانند بیماری‌های عفونی، سرطان، تغذیه، و نقدهایی بر پزشکی مدرن.
- جلد دوم: بررسی مباحثی همچون بهداشت عمومی، شخصیت علمی دانشمندان، مبانی طب سنتی ایران و داروهای آن.
- جلد سوم: شامل زندگی‌نامه علمی و اخلاقی دکتر مصطفوی، مقایسه طب سنتی و پزشکی مدرن در زمینه‌هایی چون آسم و هپاتیت، و مقالات فرهنگی و تاریخی.
- جلد چهارم: مجموعه‌ای از اسناد و مدارک علمی، اجرایی و شخصی دکتر مصطفوی، شامل مکاتبات علمی و تدریس در حوزه تاریخ طب و اخلاق پزشکی.
- جلد پنجم: شامل بررسی طب سنتی ایران، مقایسه با پزشکی مدرن، نقدهایی بر عملکرد نظام پزشکی، و مطالبی در مورد گیاهان دارویی.
- جلد ششم: نقدی بر کتاب طب داخلی هاریسون و بررسی مشکلات دارویی، نوشته‌شده در آلمان در سال ۱۳۷۵.
- جلد هفتم: بازخوانی و بازنویسی کتاب «استفاده دانشمندان مغرب زمین از جبر و مقابله خیام» که در سال ۱۳۳۹ منتشر شده بود.
- جلد هشتم: بررسی کتاب «ذخیره خوارزمشاهی»، یکی از جامع‌ترین منابع طب سنتی، و تلاش برای تطبیق آن با علوم پزشکی مدرن.
- جلد نهم: ادامه پژوهش‌های مرتبط با ذخیره خوارزمشاهی و اصول درمان در طب سنتی.
- جلد دهم: بررسی اصول بهداشت و تندرستی، تأثیر عوامل طبیعی بر سلامت، و راهکارهای حفظ تعادل جسم و روان.
- جلد یازدهم: تمرکز بر روان‌شناسی بیماران و نقش عوامل روحی در درمان بیماری‌های عفونی و میکروبی.
- جلد دوازدهم: مجموعه‌ای از مقالات و دست‌نوشته‌های منتشر نشده دکتر مصطفوی، شامل تحلیل‌های علمی در حوزه طب سنتی و پزشکی مدرن.